# Челси Рэй
Челси Рэй (англ. Chelsie Rae, настоящее имя — Тара Рэй Андерсон (англ. Tara Rae Anderson), род. 28 сентября 1984 года, Риверсайд, Калифорния, США) — американская порноактриса и режиссёр, лауреатка премии AVN Awards.

## Биография
Родилась 28 сентября 1984 года в Риверсайде. Имеет ирландские, норвежские, испанские и индейские корни.
Дебютировала в порноиндустрии в 2005 году, в возрасте около 21 года. Один из первых фильмов — Black Dicks in White Chicks 12. Специализируется на сценах анального и межрасового секса.
В 2007 году сняла свой единственный фильм в качестве режиссера — I Love Black Dick 3.
В 2008 году получила премию AVN Awards в категории «Лучшая анальная сцена» за The Craving вместе с Тайлером Найтом. В том же году и ещё дважды в 2009 году была номинирована в категории «самая скандальная сцена секса».
В 2014 году решила уйти в отставку, снявшись в общей сложности в 319 фильмах в качестве актрисы.

## Премии и номинации
| Год  | Церемония  | Результат | Номинация                           | Работа              |
| ---- | ---------- | --------- | ----------------------------------- | ------------------- |
| 2008 | AVN Awards | Победа    | Лучшая анальная сцена               | The Craving         |
| 2008 | AVN Awards | Номинация | Самая скандальная сексуальная сцена | Sperm Receptacles 2 |
| 2009 | AVN Awards | Номинация | Самая скандальная сексуальная сцена | American Gokkun 5   |
| 2009 | AVN Awards | Номинация | Самая скандальная сексуальная сцена | Milk Nymphos 2      |